# Paralamyctes validus
Paralamyctes validus är en mångfotingart som beskrevs av Gilbert Edward Archey 1917. Paralamyctes validus ingår i släktet Paralamyctes och familjen fåögonkrypare. Inga underarter finns listade i Catalogue of Life.